# Chobham, Surrey
Chobham är en ort ort och civil parish i Storbritannien.   Den ligger i grevskapet Surrey och riksdelen England, i den södra delen av landet, 40 km sydväst om huvudstaden London. Chobham ligger 28 meter över havet och antalet invånare är 2 835.
Terrängen runt Chobham är platt. Runt Chobham är det tätbefolkat, med 493 invånare per kvadratkilometer. Närmaste större samhälle är Slough, 17,9 km norr om Chobham. Omgivningarna runt Chobham är en mosaik av jordbruksmark och naturlig växtlighet.